# 安东尼奥·特里兰尼斯
安东尼奥·富恩特斯·特里兰尼斯四世（Antonio Fuentes Trillanes IV，1971年8月6日—），菲律賓海軍軍人、政治人物，現任國會參議員。
他在2003年奧卡活兵變時和一組321名武裝士兵接管了馬卡蒂奧卡活公寓在，並用炸彈威脅要拆除。在2007年5月的期中選舉，安东尼奥·特里兰尼斯當選為參議員。他是第一個在監獄裡當選的菲律賓參議員。 
於2007年11月29日，他走出了自己受審判的法庭，並再次上演了圍困半島酒店，要求阿羅約總統下台。
2016年他在沒有總統候選人搭檔的情況下單獨參選副總統，得票868,501。